# LaSalle (kunstenaarsduo)

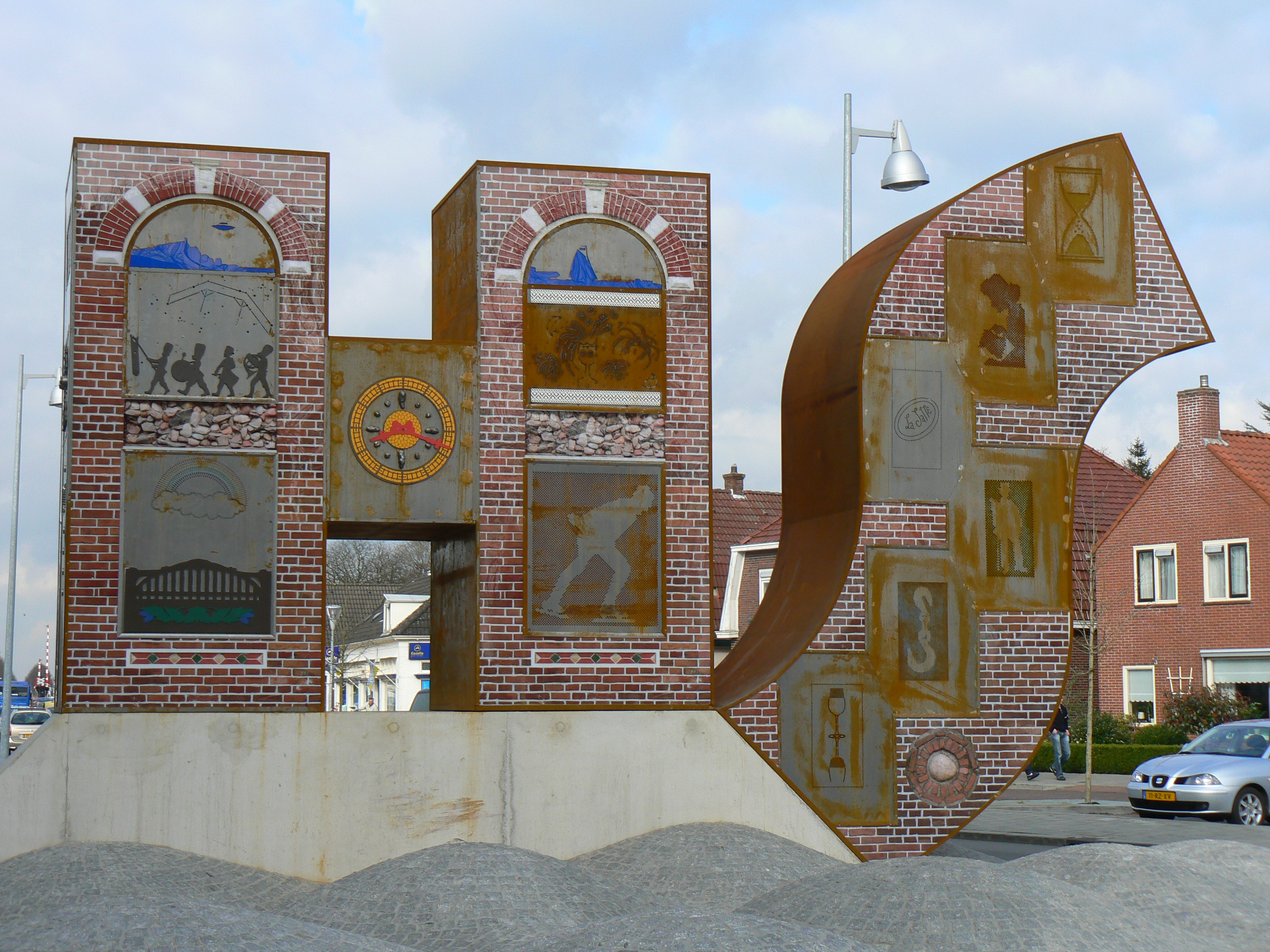
HS (2008), Hoogezand-Sappemeer

LaSalle is een Nederlands kunstenaarsduo.
LaSalle is een merknaam waaronder Patty Struik en Albert Goederond werken aan kunstprojecten in de openbare leefomgeving, zowel binnen als buiten, zowel op grote als op kleine schaal.
- Albert Goederond (Schiedam, 11 april 1953)[1], beeldhouwer;
- Patty Struik (Rijssen, 21 juni 1962)[2], beeldend kunstenaar, graficus en fotograaf.

## Werken (selectie)
- 1995 Stilleven, tinnen stilleven in voormalig brughuisje Apeldoornse Brug, Apeldoorn
- 1999 zonder titel, Joulestraat, Nijmegen
- 2004 Victory Boogie Woogie, Laan der Zeven Linden, Pijnacker
- 2005 Loden Lady, Burchtstraat, Nijmegen
- 2008 HS, Kerkstraat, Hoogezand
- 2009-2011 zeven kunstwerken verspreid over wijk Leidschenveen–De Dijken in Den Haag
- Diverse elementen, zoals putdeksels, afbeeldingen op timpanen, keramische reliëfs van olifanten, verspreid over deVerborgen Zone in de wijk Kattenbroek, Amersfoort[3]
- Zonnewijzer, Keplerstraat, Nijmegen
- Hortus Conclusus[4], Verpleeghuis Polderburen, Almere

## Fotogalerij

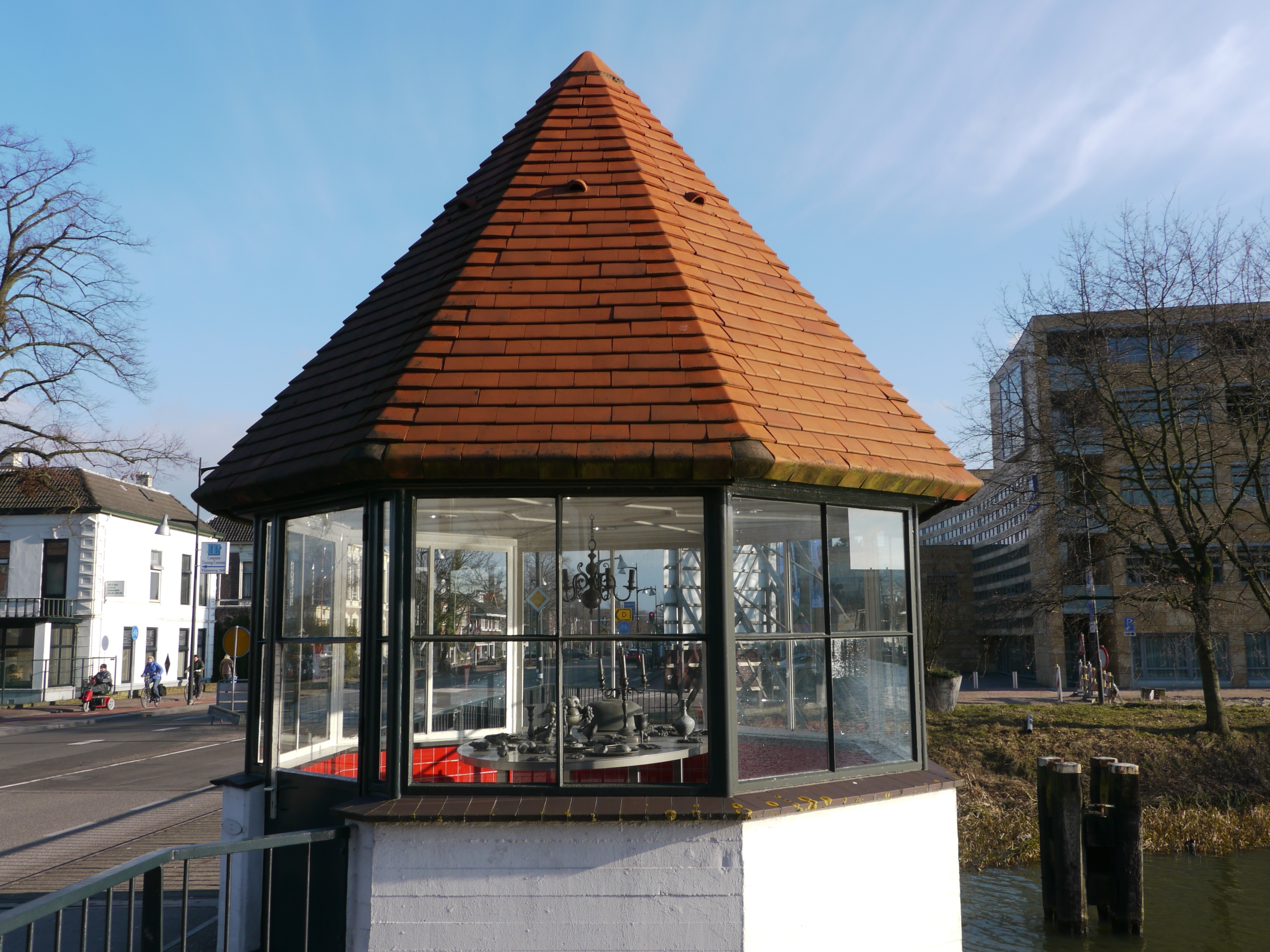
Stilleven in Apeldoorn
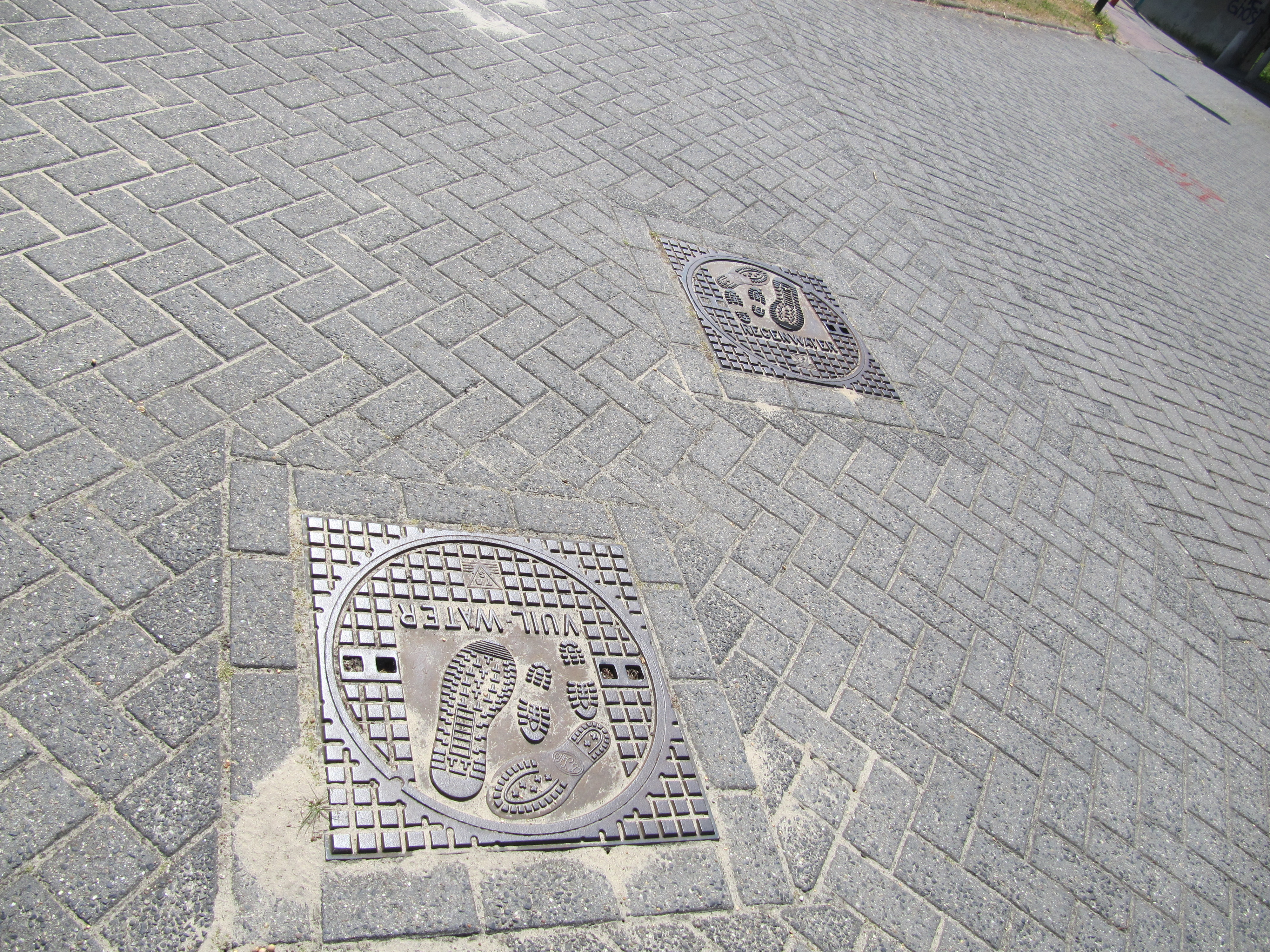
Putdeksel in Kattenbroek
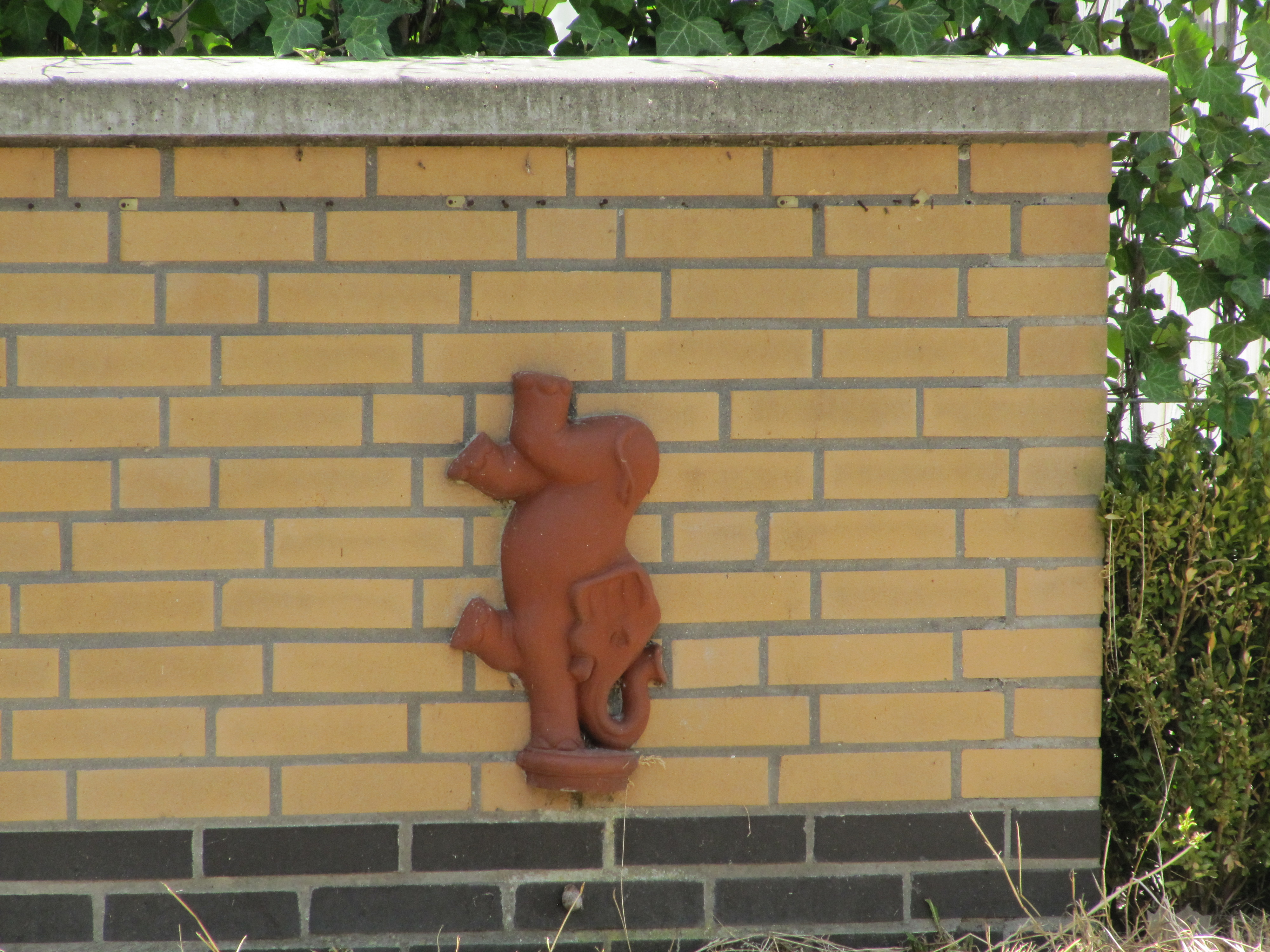
Reliëf met olifantje in Kattenbroek